# Ibn Sasra
Ibn Sasra fou una família de notables de Damasc que va aportar diversos personatges a la història i cultura:
- Ali ibn Husayn Abu l-Hasan, tradicionalista mort el 1074
- Abu l-Barakat Mahfuz ibn Abi Muhammad al-Hasan (1063-1151), cadi.
- Abu l-Ghanaim Hibat Allah ibn Mahfuz, cadi mort el 1168.
- Abbu l-Mawahib al-Hasan ibn Hibat Allah (1142-1190), escriptor tradicionalista..
- Abu l-Kasim al-Husayn ibn Hibat Allah (1135-1229) tradicionalista.
- Amin al-Din Abu l-Ghanaim Salim ibn al-Hasan (1181-1240).
- Djamal al-Din Abu Ishak Ibrahim ibn Abd al-Rahman ibn Salim, nazir al-dawawin mameluc de Damasc i muhtasib, mort el 1294.
- Abu l-Ghanaim Salim ibn Muhammad ibn Salim (1246-1299), cadi i wazir al-dawawin.
- Nadjm al-Din Abu l-Abbas Ahmad ibn Muhammad ibn Salim (1257-1323), cadi i gran cadi, tradicionalista i jurista.